# Kvicklera

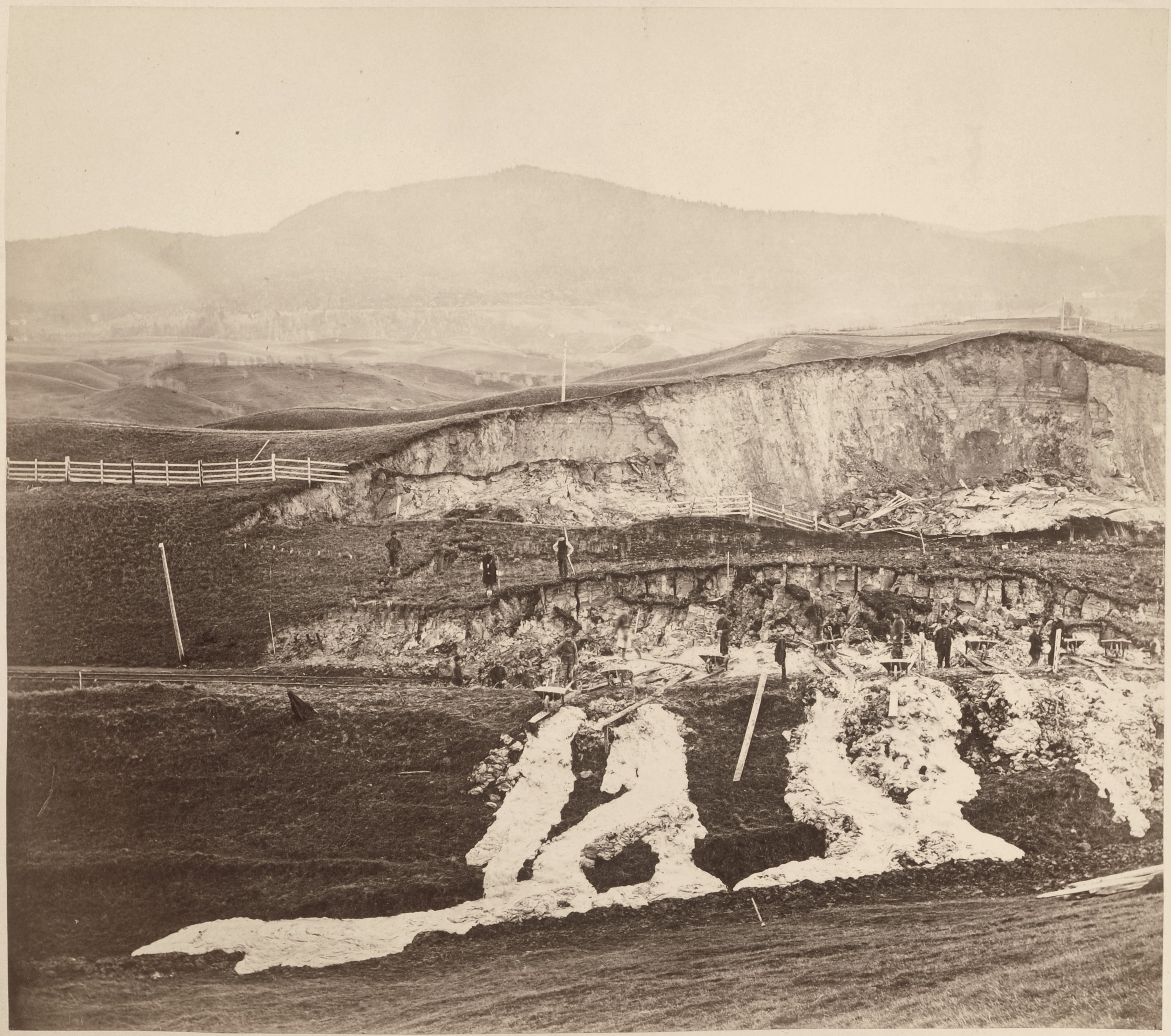
Lerskred vid Stokke (Nypan) i Melhus i Norge, 10 november 1867.

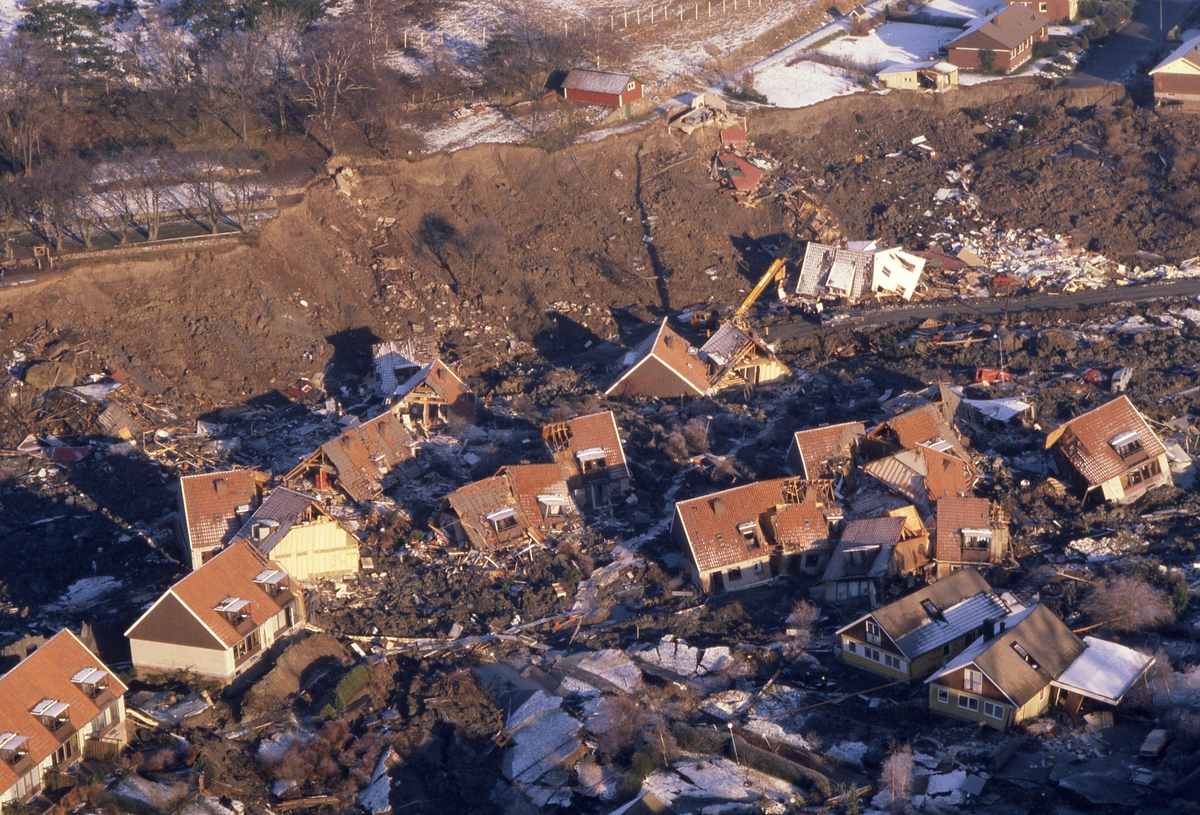
Tuveraset 1977.

Kvicklera är en unik form av sjölera som kan ändra konsistens från en tämligen fast till en rinnande fas när den rubbas. Orubbad kvicklera är fast nog att bära upp den ytligare torrskorpeleran och anläggningar som bebyggelse och vägar. Om kvickleran rubbas, kan den snabbt övergå till en flytande sörja som rinner nästan som vatten. Ett litet block lera kan likvifieras så lätt som av ett knytnävsslag, medan större mängder är känsliga för större stressfaktorer, till exempel jordskalv eller övermättnad på grund av häftigt regnfall. Även om kvickleran är ett fast ämne, beter den sig på det här viset därför att den består till stor del av vatten, ända upp till 80 %. Leran behåller en fast struktur, trots den höga vattenhalten, genom att natriumjoner (som i vanligt koksalt) håller ihop massan i en bräcklig gitterstruktur.
Områden med avlagringar av kvicklera finns i nordliga länder som Ryssland, Kanada, Norge, Sverige och Finland, samt delstaten Alaska i USA. Den avlagrades under pleistocen.
Kvicklera har varit orsaken till många jordskred. Enbart i Kanada har kvicklera varit bidragande faktor för fler än 250 kända skred.

## Avlagring
Vid höjden av den senaste istiden, ungefär 10 000 år sedan, trycktes jordskorpan ner av inlandsisens tyngd. Alla de nermalda bergsmassorna avlagrades i det omgärdande havet, som trängt långt in över land. Avlagringen av dy- och lerpartiklar gav upphov till en ovanlig flockning. I princip blev resultat ett skelett av lerpartiklar som hölls samman av ett "klister" av rörliga havssaltsjoner; porvatten innefattas i denna struktur.
Vid denna tidpunkt var den bildade avlagringen bara stark sjölera, som finns runt om i världen och är mycket stabil. När inlandsisen gav vika, började landhöjningen. Leran kom till ytan, och bildade jord för ny växtlighet. Regnvattnet i de nordliga länderna verkade aggressivt på lerorna, och leran genomträngdes av regnvatten och smältvatten. Slutresultatet blev att "klistret" av joner försvagades och lämnade ett skelett av lerpartiklar, som innefattande stora mängder porvatten.
Kvickleravlagringar finns sällan vid jordytan, utan är vanligtvis täckta av ytjord. Normalt kan denna jord absorbera de flesta stresser, som regn eller mindre skalv. Dock kan plötsliga överväldigande stressfaktorer — som jordskalv eller stora regnmängder som mättar ytlagret – störa leran och påbörja likvifaktionsprocessen.

## Katastrofer
Eftersom kvickleran oftast är täckt av jord, kan jordskredsfaran endast upptäckas med hjälp av geologiska prov, och är sällan uppenbar för lekmän. Därför har människor byggt samhällen och transportleder på eller nära kvickleravlagringar, vilket har resulterat i ett antal olyckor. Dessa jordskred är retrogressiva, vilket innebär att de oftast börjar vid ett vattendrag och fortsätter uppåt i en långsam promenadtakt. De kan ibland tränga in flera kilometer och förgöra allt i sin väg innan de upphör. Nuförtiden görs geologiska tester i områden med kända kvickleravlagringan innan större samhällen anläggs. Det är inte alltid möjligt att helt undvika bebyggelse på kvicklera. Modern byggnads- och dräneringsteknik har gett upphov till metoder som minskar risken för olyckor. År 2021 bodde fler än 110 000 människor i kvicklereområden i Norge och antalet ökade med 20 000 personer under 2020.
- Den 19 maj 1893 dödades 116 människor och förstördes 105 gårdar i Verdalsraset i Norge. Skredet lämnade en krater flera kilometer i diameter.
- 1908 översköljdes samhället Notre-Dame-de-la-Salette i Quebec i Kanada av en flodvåg av isfyllt vatten efter att rasmassorna efter ett jordskred fallit i den frusna Lièvrefloden.
- Den 1 oktober 1918 omkom minst 42 personer då ett tåg i Getå störtade ned från järnvägen, som rasat ned mot Bråvikens strand i Sverige.
- Surteraset i Sverige den 29 september 1950 orsakade stor förödelse, när 3 miljoner m3 rasade ner i Göta älv och lämnade 450 familjer hemlösa.
- Tuveraset i Göteborg i Sverige den 30 november 1977 krävde 9 dödsoffer.
- Jordskredet i Gjerdrum 2020 i Norge var 300 meter brett och 700 meter långt, krävde 10 dödsoffer, och tog med sig 31 bostäder vid Ask i Gjerdrums kommun.
- Den 23 september 2023 bröts vägbanan på E6 i närheten av Stenungsund sönder och marken flyttade på sig.